# سیرو ردوندو
سیرو ردوندو (به اسپانیایی: Ciro Redondo) یک منطقهٔ مسکونی در کوبا است که در استان سیه‌گو ده آویلا واقع شده‌است. سیرو ردوندو ۵۸۸ کیلومتر مربع مساحت و ۲۹٬۵۶۰ نفر جمعیت دارد و ۴۵ متر بالاتر از سطح دریا واقع شده‌است.